# Paco Ojeda
Francisco Manuel Ojeda González (6 de octubre de 1954), conocido artísticamente como «Paco Ojeda», es un matador de toros español. Tomó la alternativa en El Puerto de Santa María el 22 de julio de 1979 de manos de Santiago Martín «El Viti», y José Luis Galloso como testigo, con el toro: «Rompeluna» de Carlos Núñez. Realizó la confirmación de su doctorado en Madrid, el 25 de agosto de 1982, apadrinado por José Luis Parada y de testigo F.R. Gallito de Zafra, con el toro: «Canastillo» de Cortijoliva.

## Biografía
Nació en 6 de octubre de 1954 en Sanlúcar de Barrameda, según la fuente. El 20 de mayo de 1979, en la plaza de la Real Maestranza de Sevilla, triunfó como novillero y salió a hombros por la puerta del Príncipe al cortar tres orejas a un lote de Diego Romero. La tarde del 12 de octubre de 1982, también en Sevilla, volvió a salir a hombros por la puerta grande, esta vez como matador de toros, tras cortar cuatro orejas a un encierro de Manuel González que estoqueó en solitario. Un año después, el 3 de abril, salió a hombros de la plaza de toros Monumental de Barcelona, al cortar tres orejas. Ese mismo año, el 23 de mayo, cortó cinco orejas en la Arena de Nimes, Francia. En 1983 dominó el escalafón.
Actuó en solitario en la tradicional corrida goyesca de Ronda el 12 de septiembre de 1987. Aquella tarde cortó un total de cinco orejas a un encierro de Torrestrella y salió a hombros por la puerta grande de la Real Maestranza de Ronda, Málaga. En 1988 se retira por primera vez, regresando en 1991.
Ha sido uno de los revolucionarios del toreo junto con Juan Belmonte. Tenía un toreo de mando, pasmosa quietud, valor y cercanía. Invadía los terrenos del toro (El propio maestro dice que él no invadía los terrenos del toro, sino que fue capaz de traer al toro a los suyos). Torero de corta pero fulgurante trayectoria. En 1994 debutó como rejoneador. En Las Ventas salió varias veces por la puerta grande. En Francia era un ídolo. En 2013 es premiado con el Premio Nacional de la Tauromaquia, «por su gran personalidad estética y la enorme influencia que su concepción del toreo ha tenido en toda la tauromaquia posterior», según una nota del ministerio.

## Reconocimientos
- Premio Nacional de Tauromaquia (2013), otorgado por el Ministerio de Cultura de España, considerando "su gran personalidad estética y la enorme influencia que su concepción del toreo ha tenido en toda la Tauromaquia posterior".[6]
- Bandera de Andalucía a las Artes 2020, distinción que se otorga con motivo de la celebración del Día de Andalucía.[7]